# سید عباس مجتهد گراشی
سید عباس مجتهد گراشی (۱۲۶۹ ه‍.ق – ۲۶ صفر ۱۳۴۹ ه‍.ق) یا سید عباس معصومی گراشی که سید عباس لاری نیز نامیده شده‌است، از مجتهدان شیعه و از شاگردان میرزای شیرازی بود. او از سادات موسوی بود که نسبش از طریق سید ابراهیم مجاب و محمد بن موسی، به هفتمین امام شیعیان، موسی کاظم، می‌رسد. خاندان معصومی از جمله مهاجرانی بودند که از عراق به سرزمین بحرین کوچ کردند. این خاندان در زمان صفویه و با گسترش مذهب تشیع، به ایران مهاجرت کردند و در منطقهٔ لارستان ساکن شدند.
سید عباس در گراش به دنیا آمد. پدرش، سید محمد، شاگرد میرزای شیرازی بود و وکالت او را در گراش برعهده داشت. سید عباس کودکی خود را در گراش گذراند و در نوجوانی به همراه پدرش به نجف رفت و تحصیل در حوزهٔ علمیهٔ آن شهر را زیر نظر اساتیدی چون میرزای شیرازی و آخوند خراسانی آغاز کرد. او چهل سال به تحصیل علوم حوزوی پرداخت و در نهایت با دریافت درجهٔ اجتهاد به گراش بازگشت. سکونت او در گراش دیری نپایید و به دلیل شرایط ناآرام منطقه در دورهٔ استبداد صغیر، گراش را ترک کرد و به نجف و سپس کرمانشاه رفت. سید عباس حدود دو دهه در کرمانشاه به تدریس پرداخت و همان‌جا درگذشت و دفن شد.
از میان کتاب‌هایی که سید عباس مجتهد گراشی در موضوعات مختلف علوم حوزوی نگاشته، تنها یک کتاب با عنوان محاسن‌الاخلاق به چاپ رسیده‌است. کتاب رسالهٔ عملیهٔ او نیز به صورت خطی موجود است. مدرسهٔ علمیهٔ گراش که سید عباس مجتهد در زمان سکونت در گراش، مدیریت آن را برعهده داشت، بعدها توسط نوه‌اش بازسازی و احیا شد.

## پیش‌زمینه
ثبات سیاسی و امنیتی ایجاد شده در مناطق لارستان و بنادر، هم‌زمان با شروع حکومت خاندان دَهباشی گراشی بر آن مناطق در سال ۱۲۶۲ ه‍. ق، زمینهٔ فعالیت‌های فرهنگی و علمی را مهیا کرد. به طوری که در این دوره آثاری با موضوعات دینی توسط افرادی چون مولاقلی اخباری گراشی، حاج اسدالله دَهباشی، رستم‌خان گراشی و بعدها محمدجعفرخان مقتدرالممالک و شیخ علی رشتی در گراش پدید آمد. در سال ۱۲۸۴ ه‍.ق یکی از خیّران گراشی دورهٔ قاجار، ساخت مدرسهٔ علمیهٔ گراش را آغاز کرد و سپس به نجف رفت و از میرزای شیرازی درخواست کرد مجتهدی به گراش بفرستد. شیخ علی رشتی با معرفی میرزای شیرازی به گراش اعزام شد و در مدرسهٔ علمیه به تدریس پرداخت. حاج اسدالله نیز طلاب زیادی را به مدرسه فرستاد و ماهانه حقوق معینی به آن‌ها پرداخت. همچنین کتاب‌هایی از عراق خریداری کرد و به مدرسهٔ علمیهٔ گراش آورد. شیخ علی رشتی پنج سال در گراش بود و سپس به لار مهاجرت کرد. بعدها با استقرار سید عباس مجتهد در گراش، مدرسهٔ علمیه احیا شد و شخص او در مدت کوتاه حضورش در گراش، مدیریت این مدرسه را به عهده گرفت.

## نام و تبار
سید عباس فرزند سید محمد فرزند سید معصوم فرزند سید نظام فرزند سید جعفر فرزند سید عبدالله فرزند سید هاشم فرزند سید شُبّر و از خاندان سادات معصومی است. نسب این خاندان موسوی است و از طریق سید ابراهیم مجاب و محمد بن موسی، به امام هفتم شیعیان، موسی کاظم، می‌رسد. یکی از نوادگان ابراهیم مجاب که جد اعلای خاندان معصومی بود، از سرزمین عراق مهاجرت کرده‌است که نام و تاریخ و چگونگی و چرایی مهاجرت او و افراد همراهش نامعلوم است. نخستین مسکن آنان، مناطق احساء و قطیف در جنوب شرق شبه‌جزیرهٔ عربستان بوده‌است. احتمالاً شیعه بودن ساکنان آن مناطق مهم‌ترین انگیزهٔ مهاجران برای سکونت در آن سرزمین بوده‌است. اما مقصد نهایی‌شان برای سکونت طولانی‌مدت، منطقهٔ بحرین ذکر شده‌است. تاریخ سکونت اجداد خاندان معصومی در بحرین، حدوداً در قرن یازدهم هجری قمری و پیش از آن است. بر این اساس، سید هاشم، یکی دیگر از اجداد این خاندان، در حوالی سال ۱۰۷۵ ه‍.ق و در دورهٔ حکومت شاهان صفوی، از بحرین به ایران کوچ کرده و در شهر مُهر ساکن شده‌است. او و فرزندانش در مهر به کار تبلیغ و نشر آموزه‌های تشیع مشغول بوده‌اند. یکی از مهم‌ترین انگیزه‌های هجرت سید هاشم از بحرین به ایران، تغییرات مذهبی در ایران و گسترش مذهب شیعه هم‌زمان با دورهٔ صفویه بود که به مهاجرت افرادی چون شیخ بهایی و محقق کرکی نیز انجامید. به علت غنای مناطق غربی لارستان نظیر مهر از حیث مبلغان دینی و کمبود مبلغ در مناطق شرقی لارستان، پس از حدود صد سال که از سکونت سادات معصومی در مُهر گذشت، یکی دیگر از نوادگان سید هاشم به نام سید نظام، در جریان سفرهای تبلیغی‌اش به گراش رفت و متوجه نیاز مردم آنجا به مبلغ شد. از آن رو، گراش را مسکن خود قرار داد و به این صورت، ریشهٔ خاندان معصومی در آن شهر پایه‌گذاری شد. شهرت خاندان معصومی به سید معصوم، فرزند سید نظام، است که به نوشتهٔ آقابزرگ تهرانی، در کربلا درگذشت و دفن شد. سید عباس مجتهد برای تشخیص بهتر از نوه‌اش، سید عباس معصومی، در زادگاهش به «آغا عباس گَپ» مشهور است.

## سرگذشت

### کودکی و نوجوانی
سید عباس مجتهد گراشی در سال ۱۲۶۹ ه‍.ق در گراش به دنیا آمد. پدرش، سید محمد، از شاگردان میرزای شیرازی بود و وکالت او در گراش را از سال ۱۲۹۵ ه‍.ق و پس از درگذشت شیخ علی رشتی برعهده داشت. سید عباس دوران کودکی خود را در گراش طی کرد و سواد اولیهٔ خواندن و نوشتن و نیز دروس مقدماتی علوم حوزوی را همان‌جا در هشت‌سالگی و در بستر خانواده‌اش آموخت. در دوازده‌سالگی، به همراه پدرش به عراق و شهرهای سامرا و نجف سفر کرد و با میرزای شیرازی دیدار نمود. پدرش، سید محمد، در این دیدار نظر میرزای شیرازی را نسبت به تحصیل سید عباس در حوزهٔ دین جویا شد و جواب مثبت گرفت. در نتیجه، سید عباس وارد حوزه شد و تحصیلاتش را زیر نظر میرزای شیرازی آغاز کرد.

### تحصیل در نجف
سید عباس چهل سال در نجف، سامرا و دیگر شهرهای عراق زندگی کرد و نزد استادانی چون میرزای شیرازی، آخوند خراسانی و میرزا حبیب‌الله رشتی تحصیل کرد. او مقدمات فقه و اصول را در سامرا و نزد میرزای شیرازی فراگرفت و سپس برای تحصیل درس خارج به نجف رفت. سید شهاب‌الدین مرعشی نجفی در نوشته‌ای به شاگردی سید عباس مجتهد نزد سید محمدکاظم طباطبایی یزدی نیز اشاره می‌کند و می‌گوید او اصول را از آخوند خراسانی و فقه را از یزدی فراگرفت. آقابزرگ تهرانی در کتابش با عنوان هدیة الرازی إلی الإمام المجدد الشیرازی، به شاگردی سید عباس مجتهد نزد میرزای شیرازی اشاره کرده و شرح کوتاهی از زندگی او را نگاشته‌است. کریم فیضی معتقد است که معصومی به مسائل بالای سیر و سلوک معنوی نیز تسلط داشته و صاحب علم و آگاهی بوده‌است. او در مدت اقامتش در عراق، با سید مرتضی کشمیری معاشرت داشت و در عرفان و سیر و سلوک معنوی از مریدان او بود. دربارهٔ این همنشینی و معاشرت، سید عبدالحسین دستغیب داستانی را نقل می‌کند:
سید جلیل، جناب آقا سید علی‌نقی کشمیری فرزند صاحب کرامات باهره، مرتضی کشمیری، فرمود: شنیدم از فاضل محترم جناب آقای سید عباس لاری که فرمود: در اوقات مجاورت در نجف اشرف برای تحصیل علوم دینیه، روزی از ماه مبارک رمضان، طرف عصر خوراکی برای افطار خود تدارک کرده، در حجره گذاردم و بیرون آمده، در را قفل کردم و پس از ادای نماز مغرب و عشا و گذشتن از شب برگشتم مدرسه برای افطار کردن. چون به در حجره رسیدم، دست در جیب نموده، کلید را نیافتم. اطراف داخل مدرسه را فحص کردم و از بعض طلاب که در مدرسه بودند، پرسش نمودم. کلید را نیافتم. بواسطهٔ فشار گرسنگی و نیافتن راه چاره، سخت پریشان شدم. از مدرسه بیرون آمده، متحیرانه در مسیر خود تا به حرم می‌رفتم و به زمین نگاه می‌کردم. ناگاه مرحوم حاج سید مرتضی کشمیری اعلی الله مقامه را دیدم. سبب حیرتم را پرسید. مطلب را عرض کردم. پس با من به مدرسه آمدند. نزد حجره‌ام فرمودند: می‌گویند نام مادر موسی را اگر کسی بداند و بر قفل بسته بخواند، باز می‌شود. آیا جدهٔ ما حضرت فاطمه علیها السلام کمتر از اوست؟ پس دست به قفل نهاد و ندا کرد «یا فاطمه». قفل باز شد.— سید عبدالحسین دستغیب، داستان‌های شگفت
در ذیحجهٔ سال ۱۳۱۷ ه‍. ق، سید محمد، پدر سید عباس، نامه‌ای به آخوند خراسانی نوشت و در آن، وضعیت تحصیل فرزندش را جویا شد. آخوند خراسانی نیز در جواب، تقریظی بر یکی از آثار سید عباس نوشت و در آن، او را دارای درجهٔ اجتهاد و مقام‌های قضاوت و افتاء دانسته و مورد تجلیل قرار داد. خراسانی همچنین به او اجازهٔ حکم و حکومت در مسائل سیاسی و اجتماعی را داد که از اختیارات فقیه جامع‌الشرایط محسوب می‌شود. کریم فیضی در گلشن ابرار اجتهاد سید عباس را از نوع «اجتهاد مطلق» ذکر کرده‌است. سید عباس علاوه بر آخوند خراسانی، از محمدجعفر محلاتی، سید علی کازرونی و شیخ فضل‌الله نوری هم اجازهٔ اجتهاد داشت. از آن پس، سید عباس در بین بزرگان علمی و فقهی نجف، جایگاهی یافت و افرادی چون سید شهاب‌الدین مرعشی نجفی و سردار کابلی از او اجازهٔ روایت دریافت کردند. مرعشی خودش را یکی از کسانی برمی‌شمرد که اجازهٔ روایت، حرز یمانی (دعای سیفی) و دیگر وردها و ذکرها را از معصومی گرفته‌اند. همچنین مرعشی نجفی از سید عباس، و سید عباس نیز از سید مرتضی کشمیری، محمدطه نجف، سید اسماعیل صدر، آقارضا همدانی و میرزای شیرازی نقل روایت می‌کرده‌اند. کریم فیضی در گلشن ابرار و عبدالعلی صلاحی در جامعه‌شناسی گراش از عنوان «آیت‌الله» برای اشاره به سید عباس مجتهد استفاده کرده‌اند. محمدعلی اردوبادی، فقیه شیعه، نیز او را «علامه» خوانده‌است.

### بازگشت به گراش و مهاجرت
مجلس شورای ملی ایران
مورخ ۱۲ شهر جمادی‌الاخری ۱۳۲۵
نمرهٔ ۴۳۶
عمدةالامراء حاجی علی‌نقی‌خان حاکم لارستان فارس را مرقوم و اظهار می‌دارد…
از قراریکه اهالی جراش و لار بجناب مستطاب شریعتمدار آقای آقا سید جعفر مجتهد زید افضاله وکیل محترم فارس اظهار داشته‌اند جناب مستطاب شریعتمآب ملاذالانام آقای آقا سید عباس مجتهد جراش بعد از آنکه مدتهای متمادیه در عتبات عالیات عرش درجات علی مشرفهاالسلام والتحیات تحصیل علوم دینیه نموده بمقامات عالیه ارتقاء جسته این اوقات بوطن مألوف خود مهاجرت فرموده جمعی از اشرار باسم تبعیت جناب مستطاب شریعتمآب حاجی سید عبدالحسین مجتهد نسبت به جناب معظم الیه و اتباع ایشان سوء ادب و هتک احترام رفتار می‌نمایند این است که لزوماً در مقام اظهار برمی‌آید که حتی‌المقدور در مقام ممانعت و جلوگیری از این فقرات برآمده رفع مزاحمات اشرار از ایشان و اتباع ایشان نموده در صدد توقیر و احترام جناب معزی الیه باشند که آسوده‌خاطر مشغول ترویج احکام دین مبین باشند و ضمناً جناب حاج سید عبدالحسین مجتهد را اعلام دارید که در مقام توقیر نوع خود برآمده استماع سعایت مغرضین را موقوف و متروک دارند. زیاد زحمتی ندارد. والسلام.

مجلس شورای ملی
سید عباس پس از دریافت درجهٔ اجتهاد و پایان تحصیلاتش، در سال ۱۳۲۰ ه‍.ق و پس از چهل سال از نجف به زادگاهش گراش برگشت. او با استقرار در گراش، مدرسهٔ علمیهٔ آن‌جا را احیا کرد و شخصاً در مدت کوتاه حضورش در گراش، مدیریت آن را به عهده گرفت. همچنین از سال ۱۳۲۴ ه‍.ق به عنوان امام جماعت مسجد جامع گراش انتخاب شد و به اقامهٔ نماز در آن مسجد و دیگر فعالیت‌های فرهنگی و تبلیغی می‌پرداخت. این منصب بعدها برای فرزندان و نوادگانش باقی ماند.
در بحبوحهٔ اتفاقات لارستان در دورهٔ استبداد صغیر، علی‌قلی‌خان گراشی، حاکم لارستان، در راستای ایجاد رقیبی برای سید عبدالحسین لاری و با هدف کاستن از قدرت و مشروعیت او، از سید عباس مجتهد حمایت کرد. این اقدام علی‌قلی‌خان به پشتوانهٔ محمدعلی‌شاه، شیخ فضل‌الله نوری و محمدعلی‌خان نصرالدوله، نایب‌الحکومهٔ فارس، انجام گرفت. متعاقب آن، اختلافاتی بین پیروان دو مجتهد در لارستان پدید آمد و طرفداران سید عبدالحسین لاری به سخنرانی‌ها و جلسات درس سید عباس هجوم بردند و دست به تبلیغات گسترده‌ای علیه او زدند. در واکنش به این اتفاقات، نمایندگان مجلس شورای ملی در تاریخ ۱۲ جمادی‌الثانی ۱۳۲۵ ه‍.ق بیانیه‌ای خطاب به علی‌قلی‌خان گراشی صادر کردند و در آن، مخالفان سید عباس را کسانی معرفی کردند که به اسم تبعیت از سید عبدالحسین لاری، به او هتک احترام می‌کنند. در این بیانیه به سید عبدالحسین توصیه شد که از سید عباس دلجویی کند. همچنین شماری از روحانیون و مراجع نجف چون شیخ فضل‌الله نوری، محمدجعفر محلاتی، آخوند خراسانی و مرتضی عراقی، تلگراف‌هایی در حمایت از سید عباس صادر کردند. از آن جا که سید عباس در نجف دارای مقامی علمی و نفوذی معنوی بود و شخصیت شناخته‌شده‌ای بین بزرگان دینی داشت، این تلگراف‌ها عموماً در جهت پاسداشت جایگاه و شخصیت وی صادر می‌شدند.
سید عباس قصد داشت برای همیشه در گراش بماند، اما ناآرام‌شدن منطقهٔ لارستان، امکان فعالیت‌های علمی را از او گرفت. علی‌رغم حمایت‌های صورت‌گرفته، سید عباس مجبور شد پس از چهار سال اقامت در گراش، آن‌جا را ترک کند. او مدتی در لار زندگی کرد و بعد از آن عازم مشهد شد. پس از آن چند مدت در نجف ساکن شد و در نهایت به دعوت سید ابوالحسن اصفهانی و در زمان مرجعیت او، مدتی در کنگاور و سپس در کرمانشاه ساکن شد. همچنین او در این دوران به عنوان مرجعی مذهبی، مخاطب بیانیه‌ای از سوی میرزا محمدتقی شیرازی قرار گرفت که ناظر به وضعیت سرزمین‌های اسلامی در آستانهٔ جنگ جهانی اول بود و مسلمانان را به همدلی و اتحاد دعوت می‌کرد. سید عباس در پاسخ، عمل به حکم آن بیانیه را برای عامهٔ مردم و مقلدینش لازم دانست. غلامرضا کیوان سمیعی در کتاب زندگانی سردار کابلی به دیدارش با سید عباس در کرمانشاه اشاره می‌کند و می‌گوید به علت خردسالی، امکان استفاده از حضور او برایش مقدور نبوده‌است. او پس از کوچ به کرمانشاه، به مدت ۲۴ سال اقدام به فعالیت درسی و تبلیغی و همچنین برپایی نماز جماعت در این شهر کرد.

### درگذشت
سید عباس در ۲۶ صفر ۱۳۴۹ ه‍.ق درگذشت و در گورستان قبرآقا، در بقعه‌ای اختصاصی دفن شد. محمدعلی سلطانی در کتاب تاریخ تشیع در کرمانشاه، تاریخ درگذشت سید عباس را «اردیبهشت سال ۱۳۰۹ ه‍. ش» ثبت کرده که با ذیقعده یا ذیحجهٔ سال ۱۳۴۸ ه‍.ق برابر است.

## آثار
به نوشتهٔ سید شهاب‌الدین مرعشی نجفی، سید عباس مجتهد گراشی دارای آثاری در موضوعات فقه، اصول، کلام، تفسیر قرآن و غیره بوده‌است. برخی از این کتاب‌ها پیش از چاپ‌شدن از بین رفته‌اند و تنها ذکرشان در نوشته‌های دیگر آمده‌است. کتاب رسالهٔ عملیهٔ او به صورت خطی موجود است. تنها کتاب چاپ‌شدهٔ سید عباس، محاسن‌الاخلاق نام دارد. این کتاب که اثری در زمینهٔ عرفان و اخلاق است، به صورت خطی در اختیار فرزندش، سید محمود، قرار داشت و در سال ۱۳۵۵ ه‍. ش، توسط نوه‌اش، سید عباس معصومی، به چاپ رسید.

## فرزندان و نوادگان

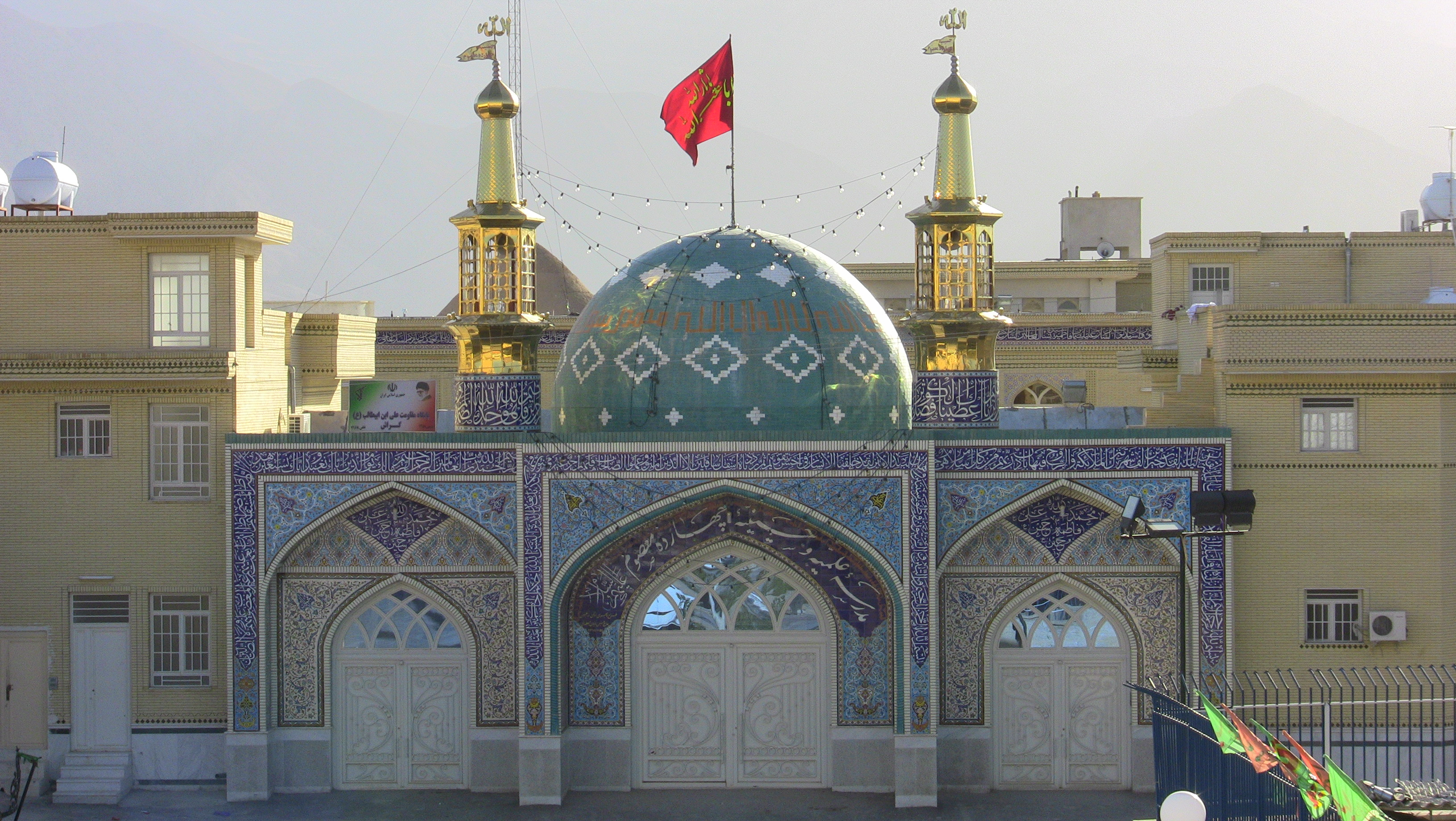
سردر ورودی مدرسهٔ علمیهٔ گراش پس از بازسازی

سید عباس دارای پنج فرزند پسر به نام‌های سید حسن، سید محمود، سید احمد، سید قاسم و سید عبدالحسین و دو فرزند دختر بود. یکی از دختران او در کودکی و در سن هفت‌سالگی ناپدید شده‌است و دیگر دختر سید عباس، بی‌بی‌بیگم سادات نام داشت. مشهورترین فرزند پسر سید عباس که سید محمود نام داشت در سال ۱۳۱۵ ه‍.ق و در مدت اقامت سید عباس در نجف متولد شد. او نیز همچون پدرش به لباس روحانیت درآمد و در نجف و قم به تحصیل پرداخت. او در حوزهٔ علمیهٔ کرمانشاه به تدریس در رشته‌های حوزوی و به‌خصوص ادبیات عرب پرداخت. سید محمود شش ماه از سال را در کرمانشاه و شش ماه را در گراش می‌گذراند. او در نهایت به سال ۱۳۶۰ ه‍.ش در سن ۸۶ سالگی درگذشت و در گلزار شهدای کرمانشاه دفن شد. تنها داماد سید عباس (همسر بی‌بی‌بیگم سادات)، سید علی‌اکبر مرتضوی بود که به شاعری اشتغال داشت و «افسرده» تخلص می‌کرد. دیوان اشعار او با عنوان دیوان افسردهٔ لاری به چاپ رسیده‌است. او در سال ۱۳۲۰ ه‍.ش در سن ۶۳ سالگی درگذشت. از دیگر نوادگان سید عباس مجتهد، فرزند سید محمود به نام سید عباس معصومی است که در سال ۱۳۱۵ ه‍.ش در گراش متولد شد. او نیز همچون پدر و پدربزرگ به علوم حوزوی روی آورد و برای تحصیل مدتی به کرمانشاه و مدتی به قم رفت. با وقوع انقلاب ۱۳۵۷، به امامت جمعهٔ گراش منصوب شد و مدرسهٔ علمیهٔ آن‌جا را بازسازی و احیا کرد.

## منبع‌شناسی
رفت از این دار و دردمندی گفت
خلق چون دانه، دهر چون آس است

یک تن آمد سرود این تاریخ؟
 «قصر فردوس جای عباس است»

- هدية الرازی إلی الإمام المجدد الشيرازی: سید عباس معصومی، نوهٔ سید عباس مجتهد، در مقدمه‌ای که بر کتاب محاسن‌الاخلاق نوشته‌است، ذکر می‌کند که سالیان درازی در منابع رجالی به دنبال نامی از پدربزرگش بوده‌است تا این که به واسطهٔ یکی از دوستانش در قم به نام سید محمدحسین جلالی کشمیری، متوجه ذکری از سید عباس مجتهد در کتاب هدیة الرازی إلی الإمام المجدد الشیرازی نوشتهٔ آقابزرگ تهرانی شد. این کتاب که شامل سرگذشتی کوتاه از مشهورترین شاگردان میرزای شیرازی است، به معرفی کوتاهی از سید عباس پرداخته و نام و تبار، تاریخ درگذشت و کتاب او را مورد اشاره قرار داده‌است.[۶۲]

- دیوان افسردهٔ لاری: در اشعار افسردهٔ لاری، داماد سید عباس، شعری وجود دارد که در مدح و مرثیهٔ سید عباس است و مصراع آخر آن، تاریخ درگذشت او را در قالب حروف ابجد بیان کرده‌است که برابر است با سال ۱۳۴۸ ه‍.ق و با تاریخی که آقابزرگ تهرانی نوشته‌است، کمتر از یک سال اختلاف دارد. این شعر بر سنگی حک شده و در بقعهٔ پیرپنهان گراش که آرامگاه چند تن از درگذشتگان خاندان معصومی گراشی است، قرار داشته‌است.[۶۳]
- خاندان معصومی: میان منابع متأخرتر، کتاب خاندان معصومی نوشتهٔ سید جواد معصومی، از جمله منابعی است که اختصاصاً به سادات معصومی پرداخته‌است. در بخش اول این کتاب، پیشینهٔ این خاندان، چگونگی هجرت آن‌ها از عراق به ایران و سکونت‌شان در گراش مورد بررسی قرار گرفته‌است. نویسنده که نتیجهٔ سید عباس است، در بخش دوم کتابش به معرفی افراد شناخته‌شدهٔ این خاندان پرداخته و سید عباس مجتهد را به‌طور مفصل معرفی کرده‌است. او این کار را با ارائهٔ اسناد و نقل نامه‌هایی که از سوی مراجع نجف و نمایندگان مجلس شورای ملی در حمایت از سید عباس صادر شده‌است، مستند کرده‌است. در قسمت پایانی این کتاب، شجره‌نامهٔ سادات معصومی درج شده‌است.[۶۴]

## توضیحات
1. ↑  خاندانی از حاکمان محلی که بین سال‌های ۱۲۶۲ تا ۱۳۴۹ ه‍. ق، به صورت متناوب بر مناطق لارستان و برخی بنادر جنوب ایران حکومت می‌کردند.[۱]
2. ↑  به معنای «آقا عباس بزرگ» در زبان اچمی
3. ↑  به اجتهادی که شخص مجتهد در همهٔ باب‌های فقهی (عبادات، عقود، ایقاعات و احکام) صاحب‌نظر باشد و بتواند در آن‌ها، بر اساس قرآن، سنت، عقل و اجماع، حکم الهی استخراج کند، «اجتهاد مطلق» می‌گویند و آن شخص را «مجتهد جامع‌الشرایط» می‌نامند.
4. ↑  علی‌قلی‌خان صحیح است.[۳۵]